# Goodenia nigrescens
Goodenia nigrescens är en tvåhjärtbladig växtart som beskrevs av R. Carolin. Goodenia nigrescens ingår i släktet Goodenia och familjen Goodeniaceae. Inga underarter finns listade i Catalogue of Life.